# Serraca humperti
Serraca humperti är en fjärilsart som beskrevs av Hump. 1898. Serraca humperti ingår i släktet Serraca och familjen mätare. Inga underarter finns listade i Catalogue of Life.